# La Jumelle
La Jumelle is een gehucht in de Franse gemeente Aire-sur-la-Lys in het departement Pas-de-Calais. Het ligt in het noorden van de gemeente, zo'n drie kilometer ten noordwesten van het stadscentrum van Aire-sur-la-Lys, nabij de grens met buurgemeenten Roquetoire en Wittes. Langs La Jumelle stroomt de Liauwette, een kort zijriviertje van de Leie.

## Geschiedenis
Oude vermeldingen van de plaats dateren uit de 14de eeuw als Jumèle, Jumeis en Le Jumelle-delez-Aire. De plaats was afhankelijk van de parochie Saint-Martin. Op het eind van het ancien régime werd het net als Saint-Martin ondergebracht in de gemeente Aire-sur-la-Lys.
Tijdens de Eerste Wereldoorlog verbleef de Britse koning George V in 1915 een tijd in het kasteeltje van La Jumelle, nadat hij zich had verwond bij een bezoek aan zijn troepen.
Aire-sur-la-Lys · Garlinghem · Glomenghem · Grand Neufpré · Houleron · La Jumelle · La Lacque · Lenglet · Mississippi · Moulin le Comte · Pecqueur · Petit Neufpré · Rincq · Saint-Martin · Saint-Quentin · Widdebrouck

Lijst van Franse gemeenten · Arrondissement Sint-Omaars · Pas-de-Calais · Hauts-de-France